# Нове Ісаково
Нове Іса́ково (рос. Новое Исаково, чув. Çĕнĕ Кавал) — присілок у складі Урмарського району Чувашії, Росія. Входить до складу Арабосинського сільського поселення.
Населення — 529 осіб (2010; 541 у 2002).
Національний склад:
- чуваші — 98 %